# Bisdom Timmins
Het bisdom Timmins (Latijn: Dioecesis Timminsensis) is een rooms-katholiek bisdom met als zetel Timmins, in Canada. Het bisdom is suffragaan aan het aartsbisdom Ottawa-Cornwall. 

## Geschiedenis
Het bisdom werd opgericht op 21 september 1908, als het apostolisch vicariaat Temiskaming, uit delen van het bisdom Pembroke. Op 31 december 1915 werd het verheven tot bisdom en nam de naam bisdom Haileybury. Op 10 december 1938 veranderde het van naam naar bisdom Timmins. 

## Parochies
Het bisdom had in 2020 een oppervlakte van 26.200 km2 en telde 99.000 inwoners waarvan 60,4% rooms-katholiek was.

## Bisschoppen
- Élie Anicet Latulipe (1 oktober 1908 - 14 december 1922)
- Louis Rhéaume (8 juni 1923 - 8 mei 1955)
- Maxime Tessier (8 mei 1955 - 24 maart 1971; coadjutor sinds 22 december 1953)
- Jacques Landriault (24 maart 1971 - 13 december 1990)
- Gilles Cazabon (13 maart 1992 - 27 december 1997)
- Paul Marchand (8 maart 1999 - 24 juli 2011)
- Serge Patrick Poitras (10 november 2012 - heden)

Ottawa-Cornwall (aartsbisdom) · Hearst-Moosonee · Pembroke · Timmins